# تيري غودكايند
تيري غودكايند (بالإنجليزية: Terry Goodkind)‏ (1 مايو 1948 - 17 سبتمبر 2020) هو كاتب أمريكي، معروف بسلسلة الفنتازيا سيف الحقيقة وكذلك رواية التشويق المعاصرة قانون التسعة (2009). باعت سلسلة سيف الحقيقة 25 مليون نسخة حول العالم وتُرجمت إلى أكثر من 20 لغة. بالإضافة إلى ذلك، حُوّلت إلى مسلسل تلفزيوني اسمه أسطورة الباحث، عُرض لأول مرة في 1 نوفمبر من عام 2008، واستمر لمدة موسمين، وانتهى في مايو من عام 2010.

## سيرة حياته
ولد غودكايند في عام 1948، في مدينة أوماها بولاية نبراسكا. لم يلقَ الكثير من الاهتمام في المدرسة بسبب معاناته من عسر القراءة، وبالتالي لم يحصل على تعليم رسمي. وفي عام 1983، انتقل غودكايند مع زوجته إلى المنزل الذي بناه في ولاية ماين ثم نقل إقامته بعد ذلك إلى منزله على ساحل بحيرة لاس فيغاس، نيفادا، الذي أصبح مقر إقامته الأساسي.
لم يكن لدى غودكايند اهتمام بالكتابة نتيجة مرضه، وقبل أن يبدأ حياته المهنية ككاتب، كان يقضي وقته في بناء الخزائن الخشبية وآلات الكمان، وكان يرسم لوحاتًا عن الحياة البرية، ويبيعها في صالات العرض. في عام 1993، بدأ في كتابة روايته الأولى، القاعدة الأولى للمشعوذ، وبدأت مسيرته في الكتابة عندما نُشرت الرواية في عام 1994.

## مسيرته المهنية
بيعَ كتاب غودكايند الأول، القاعدة الأولى للمشعوذ، بالمزاد العلني مع مجموعة كتب لثلاثة ناشرين آخرين في عام 1994 بسعر قياسي بلغ 275.000 دولار. وقد نشر بعد ذلك 16 رواية طويلة أخرى ورواية قصيرة واحدة. ظهرت جميع كتبه، باستثناء رواية حجر الدموع، في قائمة نيويورك تايمز لأكثر الكتب مبيعًا. ظهرت رواياته الأخيرة مثل: سلسلة النيران لأول مرة في المرتبة الثالثة في يناير من عام 2005؛ وسيف الحقيقة في المرتبة الأولى في أغسطس من عام 2006؛ والمعترف في المرتبة الثانية في نوفمبر من عام 2007.
وصف غودكايند في عام 2018، غلاف روايته كفن الخلود بأنه «سيء للغاية ويبعث على الضحك»، ودعا معجبيه للسخرية منه، وقدم نسخًا مجانية من الكتاب إلى عدة أشخاص بشكل عشوائي. وصف الفنان باستيان لوكوف ديارم سلوك غودكايند بأنه «غير محترم تمامًا»، ودافع عن نفسه قائلًا بأنه «فعل بالضبط ما قيل له من قبل الناشر». اعتذر غودكايند لاحقًا.

## النوع والتأثيرات
يرى غودكايند أن رواياته ليست مجرد فنتازيا تقليدية بسبب تركيزها على المواضيع الفلسفية والإنسانية. يعتقد غودكايند أن استخدام الفنتازيا يسمح له برواية قصصه بشكل أفضل ونقل المواضيع والمشاعر الإنسانية التي يرغب في مشاركتها مع القرّاء بشكل أكبر.
تأثر غودكايند بأعمال الكاتب آين راند وفلسفة الموضوعية. يقول ويليام بيري عن السلسلة إن «شخصيات وحبكات ومواضيع روايات غودكايند متأثرة بشكل واضح ومباشر بعمل راند، وإن أبطال الكتاب يستحضرون أحيانًا مبادئ موضوعية». يشير بيري إلى أن الموضوعية أصبحت أكثر وضوحًا في كتابه إيمان الشياطين، وهذا ما جعل الرواية مثيرةً للجدل بين قاعدة معجبي غودكايند. علاوةً على ذلك، تحتوي الرواية على العديد من المشاهد المشابهة لحبكات من كتب راند، مثل: رواية المنبع (1943).

## روابط خارجية
- تيري غودكايند على موقع ميوزك برينز (الإنجليزية)
- تيري غودكايند على موقع إن إن دي بي (الإنجليزية)